# Euptoieta
Genre
Euptoieta est un genre américain de lépidoptères (papillons) de la famille des Nymphalidae.

## Systématique
Le genre Euptoieta a été décrit par l'entomologiste britannique Henry Doubleday en 1848.
Son espèce type est Papilio claudia Cramer, [1775]. 
Il est actuellement classé dans la famille des Nymphalidae, la sous-famille des Heliconiinae, la tribu des Argynnini et la sous-tribu des Euptoietina.

## Liste des espèces
Le genre Euptoieta comporte huit espèces décrites,, toutes originaires du continent américain :
- Euptoieta bogotana Staudinger, 1885 — Colombie.
- Euptoieta claudia (Cramer, [1775]) — la Fritillaire panachée — Amérique du Nord.
- Euptoieta hegesia (Cramer, [1779]) — du Sud des États-Unis au Brésil.
- Euptoieta hortensia (Blanchard, 1852) — Chili, Argentine.
- Euptoieta perdistincta Hall, 1930 — Pérou.
- Euptoieta poasina Schaus, 1913 — Costa Rica.
- Euptoieta sunides (Hewitson, 1877) — Équateur.
- Euptoieta thekla Hall, 1919 — Bolivie.